# Carex rhodesiaca
Carex rhodesiaca är en halvgräsart som beskrevs av Ernest Nelmes. Carex rhodesiaca ingår i släktet starrar, och familjen halvgräs.
Artens utbredningsområde är Zambia. Inga underarter finns listade i Catalogue of Life.